# Prionolabis subcognata
Prionolabis subcognata är en tvåvingeart som beskrevs av Evgenyi Nikolayevich Savchenko 1971. Prionolabis subcognata ingår i släktet Prionolabis och familjen småharkrankar. Inga underarter finns listade i Catalogue of Life.